# Gynacantha rammohani
Gynacantha rammohani là loài chuồn chuồn trong họ Aeshnidae. Loài này được Mitra & Lahiri mô tả khoa học đầu tiên năm 1975.